# Explorer 31
DME (acrônimo de Direct Measurement Explorer), ou Explorer 31, foi um satélite artificial da NASA lançado em 29 de novembro de 1965 por meio de um foguete Thor a partir da Base da Força Aérea de Vandenberg.  No mesmo lançamento foi colocado em órbita o satélite canadense Alouette 2, que junto com Explorer 31 formaram a missão cooperativa ISIS-X.

## Características
O Explorer 31/DME dedicou a fazer medições da ionosfera terrestre através de sete experimentos a bordo. Os dados eram transmitidos em tempo real quando o satélite estava à vista das estações de comunicação devido a falta de uma gravadora no satélite.
O satélite era estabilizado através de rotação, com o eixo perpendicular ao plano orbital. A velocidade de rotação e o eixo de rotação era controlado por um sistema de par magnético a bordo do satélite. As informações de atitude vinha fornecida por um sensor solar e um magnetômetro triaxial. A alimentação elétrica era fornecida por células solares e baterias.
O satélite funcionou sem problemas, exceto por uma falha parcial de energia em maio de 1966 que reduziu o tempo de coleta de dados pela metade.
As observações cessaram em 1 de Julho de 1969, com cinco dos sete experimentos ainda funcionando. Em 1 de outubro de 1969 tomaram-se dados da sonda eletrostática durante 9 minutos. Em 15 de janeiro de 1971 tentou contatar o satélite, que não respondeu a nenhum dos comandos enviados, ficando oficialmente abandonado.

## Instrumentos
O Explorer 31 levava sete experimentos a bordo:
- um experimento de íons termais..
- um experimento de elétrons termais.
- uma sonda eletrostática.
- uma sonda de temperatura de elétrons.
- um espectrômetro de massas.
- um monitor de correntes de elétrons energéticos.
- um espectrômetro de massas magnético de íons.